# Candy and a Currant Bun
«Candy and a Currant Bun» es una canción de Pink Floyd, usada como lado B del sencillo «Arnold Layne». Cuando se interpretaba en vivo en 1967, la canción era conocida como "Let's Roll Another One" ("Pongamos otra") y contenía la línea "I'm high - Don't try to spoil my fun" ("Estoy con el subidón: no me vengas a cortar el rollo"), pero la casa de discos forzó a Syd Barrett a reescribirla sin referencias polémicas a las drogas. Se oye aquí por primera vez en disco el grito de Roger Waters, que se volvería a oír en "Careful with that Axe, Eugene", "Run Like Hell", y otras.

## Versión de The Mars Volta
La versión de Mars Volta de «Candy and a Currant Bun» fue lanzada en algunas tiendas indie de Estados Unidos como un disco de vinilo de 5" gratuito. Era dado con la compra del álbum The Bedlam in Goliath. El nuevo disco de vinilo es un nuevo formato que tiene un lado digital, y un lado de vinilo. Un lado se utiliza en un reproductor de CD, mientras que el otro lo toca en un fonógrafo. El lado de vinilo contiene la versión de "Candy and a Currant Bun", mientras que el lado CD contiene la original de Pink Floyd, así como el video Wax Simulacra, como contenido adicional. También viene con una espuma removible para cambiar entre CD y vinilo.

## Personal e instrumentario
- Syd Barrett – voz solista, guitarras eléctricas
- Rick Wright – órgano Farfisa, voz de acompañamiento
- Roger Waters – bajo, gemido
- Nick Mason – batería, voz de acompañamiento (recitado «drive me wild»: «me pone a cien»)